# Hugo Zarich
Hugo Marcos Zarich Bebek (Villa Eloísa, 17 marzo 1940 – 5 novembre 2017) è stato un calciatore argentino, di ruolo centrocampista.

## Caratteristiche tecniche
Giocava come centrocampista; agiva prevalentemente sulla fascia destra. In alcune occasioni ricoprì anche il ruolo di difensore centrale. In Messico giocò come mezzala o centrocampista difensivo.

## Carriera

### Club
Zarich entrò a far parte della prima squadra del River Plate a diciotto anni; in quella stagione totalizzò 4 presenze e 1 gol, che rimasero le sue uniche con la maglia del club. Nel 1964 si trasferì all'Atlanta, con cui fu titolare per due campionati, 1964 e 1965, accumulando 35 partite con 9 reti. Le buone prestazioni con la casacca giallo-blu gli valsero il trasferimento al Boca Juniors, con cui debuttò il 10 febbraio 1966 nel Superclásico di Coppa Libertadores; marcò il primo gol sei giorni dopo, contro l'Universitario de Deportes. In Primera División esordì il 24 marzo, nuovamente contro la sua ex squadra, il River Plate. Segnò la sua unica rete in campionato con il Boca il 23 giugno 1967, durante l'incontro con il Lanús nel torneo Metropolitano. Lasciò la società nel febbraio 1968, dopo aver disputato le ultime due amichevoli sul finire del mese di gennaio, firmando per il Quilmes, con cui partecipò alla Primera División 1968 da titolare. Dopo un'esperienza al Racing di Avellaneda si trasferì all'estero, nell'ambito di un consistente esodo di giocatori argentini verso il Messico e la Colombia; Zarich scelse il paese centroamericano. Con il Toluca partecipò al campionato del 1970, segnando 8 reti (tra cui due contro l'Atlas il 7 ottobre 1970). Nel 1971 chiuse la carriera.

### Nazionale
Con la propria selezione nazionale raccolse 3 presenze nel 1960. Fu incluso nella lista dei convocati per Roma 1960, ove debuttò da titolare il 26 agosto al Flaminio contro la Danimarca. Scese poi in campo contro Tunisia (29 agosto all'Adriatico di Pescara) e Polonia (1º settembre al San Paolo di Napoli), sempre partendo dall'inizio e giocando 90 minuti.